# Federació de Cines d’Espanya
La Federació de Cines d'Espanya (FECE) és una associació empresarial nascuda el 1977 sense ànims de lucre que representa i defineix els interessos dels empresaris del sector de l'exhibició cinematogràfica d'Espanya.
Està presidida per D. Juan Ramón Gómez Fabra i està formada tant per empreses com per altres associacions regionals d'exhibició. Els seus socis són empresaris de cine, empreses d'exhibició cinematogràfica, associacions i agrupacions empresarials i entitats associatives que puguin integrar les categories anteriors. En el seu conjunt integren i representen el 80% del total de pantalles del país.
També impulsa iniciatives per fomentar el sector audiovisual, com per exemple "La Festa del Cine", i elabora estudis i informes sobre la situació actual dels cinemes a Espanya.